# NGC 5556
NGC 5556 este o galaxie spirală situată în constelația Hidra. A fost descoperită în 8 mai 1834 de către John Herschel. Se află la o distanță de 16,07 megaparseci de Pământ.